# Papuana timorensis
Papuana timorensis är en skalbaggsart som beskrevs av Miyake och Yamaya 1999. Papuana timorensis ingår i släktet Papuana och familjen Dynastidae. Inga underarter finns listade i Catalogue of Life.